# Portretten van Johan en Cornelis de Witt
De Portretten van Johan en Cornelis de Witt zijn twee pendant-schilderijen naar Jan de Baen in het Rijksmuseum in Amsterdam.

## Johan de Witt
Het linkerportret stelt Johan de Witt voor. De Witt was van 1653 tot 1672 raadpensionaris van Holland, de hoogste politieke functie in de Republiek der Nederlanden. Hij laat zich op het schilderij dan ook afbeelden als staatsman met op de achtergrond de vergaderzaal van de Staten van Holland (tegenwoordig in gebruik als de vergaderzaal van de Eerste Kamer), waar hij voorzitter van was. Dit had ook een symbolische betekenis. Toen in 1650 Willem II van Oranje overleed besloten de Staten van Holland geen nieuwe stadhouder te benoemen, het Eerste Stadhouderloze Tijdperk. De Witt bekrachtigde dit besluit tot twee keer toe, eerst in 1654 met de Akte van Seclusie en later in 1667 in de vorm van het Eeuwig Edict. Om de vergaderzaal te bouwen werd een gedeelte van de stadhouderlijke residentie aan het Binnenhof afgebroken. De vergaderzaal moest de nationale en internationale invloed van de Staten van Holland uitstralen en de nieuwe machtsverhoudingen aan het Binnenhof weergeven.

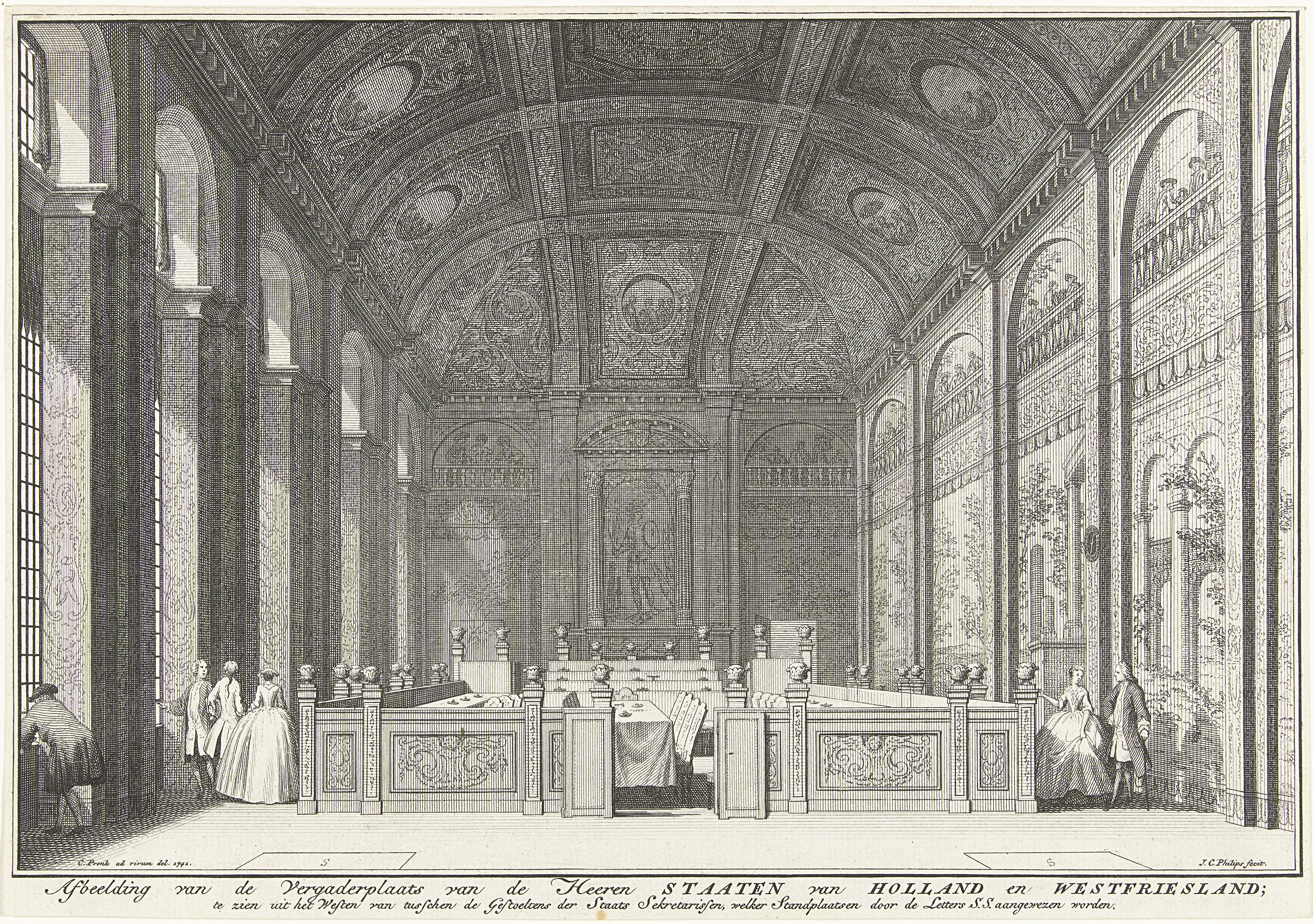
Jan Caspar Philips (naar Cornelis Pronk). Vergaderzaal van de Staten van Holland en West-Friesland. 1741. Ets en gravure. Amsterdam, Rijksmuseum Amsterdam.

Volgens de website van het Rijksmuseum zijn op de achtergrond ‘tribunes’ te zien. Dit zijn echter geen tribunes, maar delen van het decoratieprogramma van de zaal. Deze bestond uit een serie op elkaar aansluitende beschilderingen tussen de pilasters in de zuidwand met onder een landschap met een Romeinse ruïne, daarboven een band met heraldische wapens en weer daarboven een balustrade met toekijkende mensen.

## Cornelis de Witt
Het rechterportret is dat van Johans broer, Cornelis de Witt. Cornelis de Witt had verschillende politieke functies, zoals ruwaard van de heerlijkheid Putten en burgemeester van Dordrecht. Ook was hij ‘gedeputeerde te velde’ van de Staten-Generaal. In die functie moest hij als gevolmachtigde aanwezig zijn bij de door de republiek gevoerde oorlogen. Zo had hij in 1667 tijdens de Tweede Engels-Nederlandse Oorlog het toezicht op de Tocht naar Chatham, waarbij de Nederlanders erin slaagden drie grote en tien kleine Engelse schepen tot zinken te brengen en twee Engelse oorlogsschepen te enteren en mee te slepen naar Nederland, waaronder de Royal Charles. De Witt laat zich hier afbeelden als overwinnaar van deze tocht, in het uniform van een admiraal met in zijn rechterhand een commandostaf. Op de achtergrond is de Tocht naar Chatham afgebeeld, waarbij de Royal Charles duidelijk herkenbaar is waarvan de Engelse marinevlag omlaag hangt met daarboven de Nederlandse driekleur.

## Andere versies

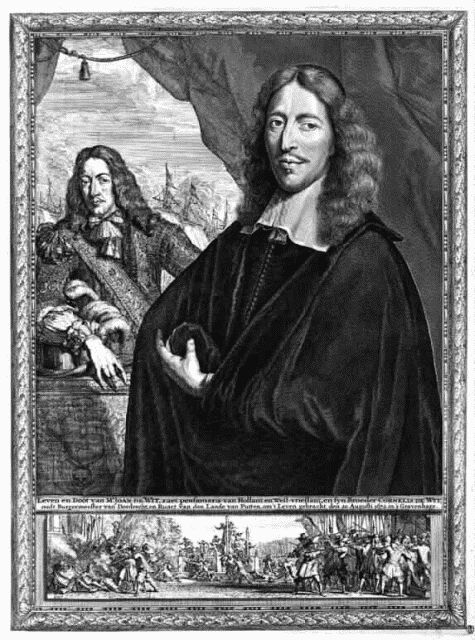
Lambert Visscher. Johan en Cornelis de Witt. 1672-1691.

Van de portretten bestaan identieke versies in het Dordrechts Museum, Kasteel Sypesteyn, het Haags Historisch Museum, Paleis Huis ten Bosch en het Rijksmuseum. De portretten in het Dordrechts Museum maakt deel uit van een serie van vier portretten van leden van de familie De Witt, waaronder die van vader Jacob de Witt en moeder Anna van den Corput.
Beide portretten zijn in prent gebracht door Abraham Bloteling. De graveur Lambert Visscher gebruikte de twee portretten voor een prent met op de voorgrond Johan en op de achtergrond Cornelis de Witt. Deze prent was bedoeld als herinneringsprent na de moord op de gebroeders De Witt in 1672.

## Toeschrijving en datering
De verschillende versies zijn allemaal in het atelier van Jan de Baen ontstaan. Welke van deze het prototype is, is onduidelijk. De versie van het portret van Johan de Witt in Kasteel Sypesteyn is linksonder gesigneerd ‘I de Baen’ en is waarschijnlijk eigenhandig. De versies in het Rijksmuseum staat als kopie te boek. De versie in het Dordrechts Museum is volgens een later opschrift op de achterzijde in 1669 geschilderd. Deze datering schijnt betrouwbaar te zijn, want de Tocht naar Chatham vond twee jaar daarvoor plaats.

## Herkomst
De werken werden op 20 augustus 1806 voor 83 gulden geveild tijdens de verkoping van de verzameling van ‘den Heere Macalester Loup, en andere liefhebbers’ bij veilinghuis Frans Johannes Bosboom in Den Haag. De koper, kunsthandelaar P.C. Huybrechts, verkocht ze op 17 september 1806 voor 132 gulden aan het Koninklijk Museum in Den Haag, de voorloper van het Rijksmuseum.